# エクスカリバー

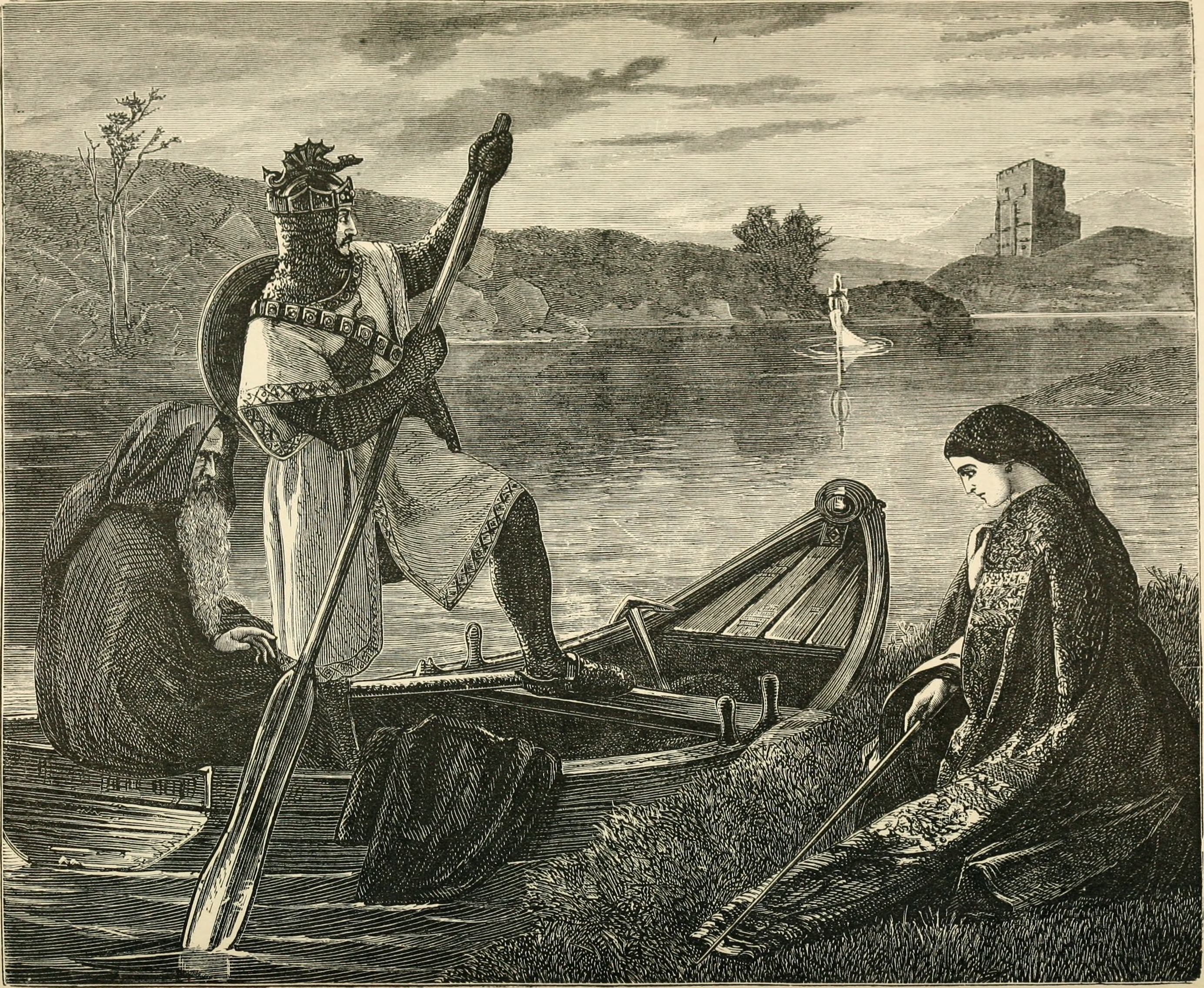
エクスカリバー『Ballads of bravery』（1877年）

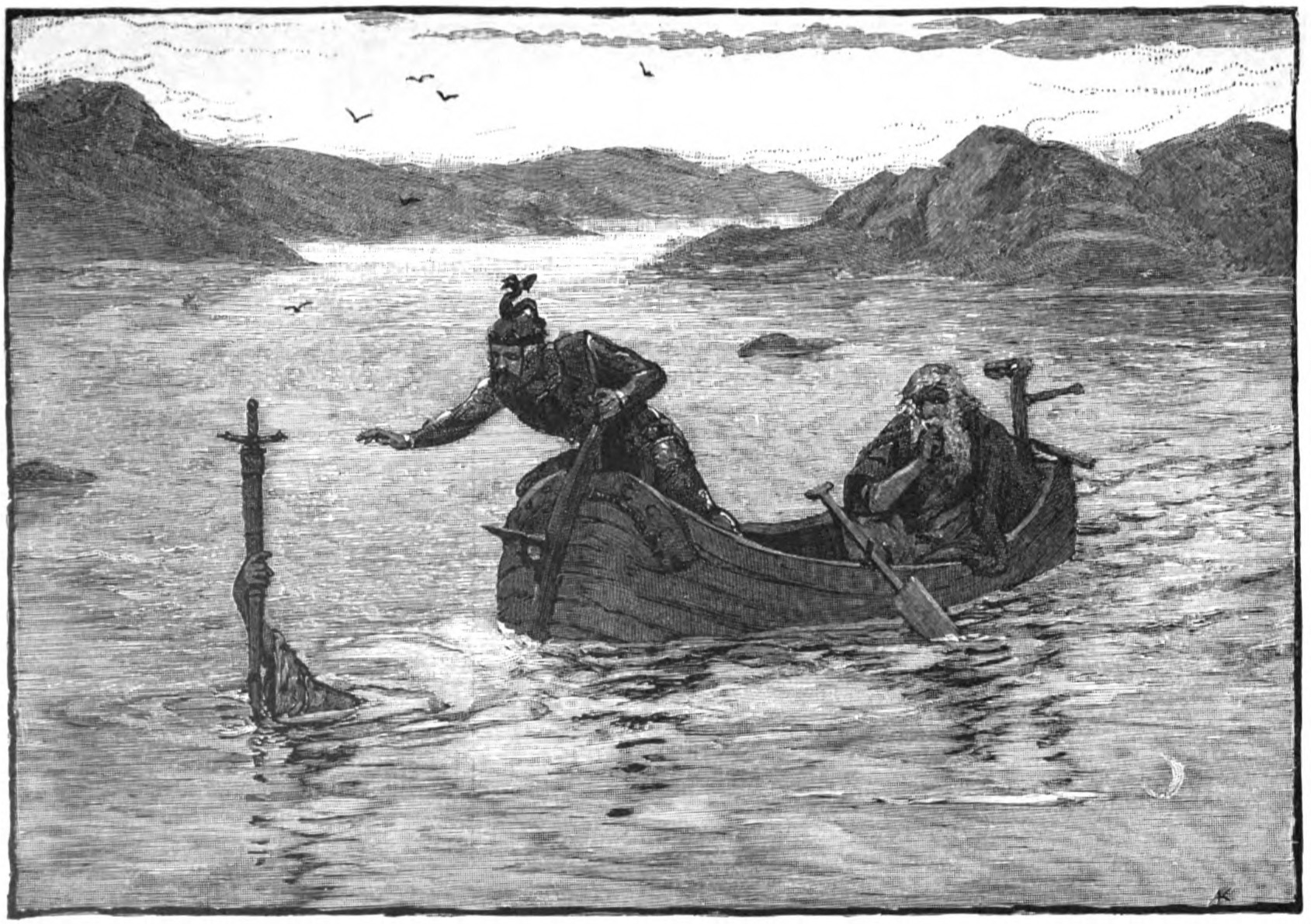
アーサー王にエクスカリバーを授ける湖の乙女。アルフレッド・カップス（Alfred Kappes, 1880年）

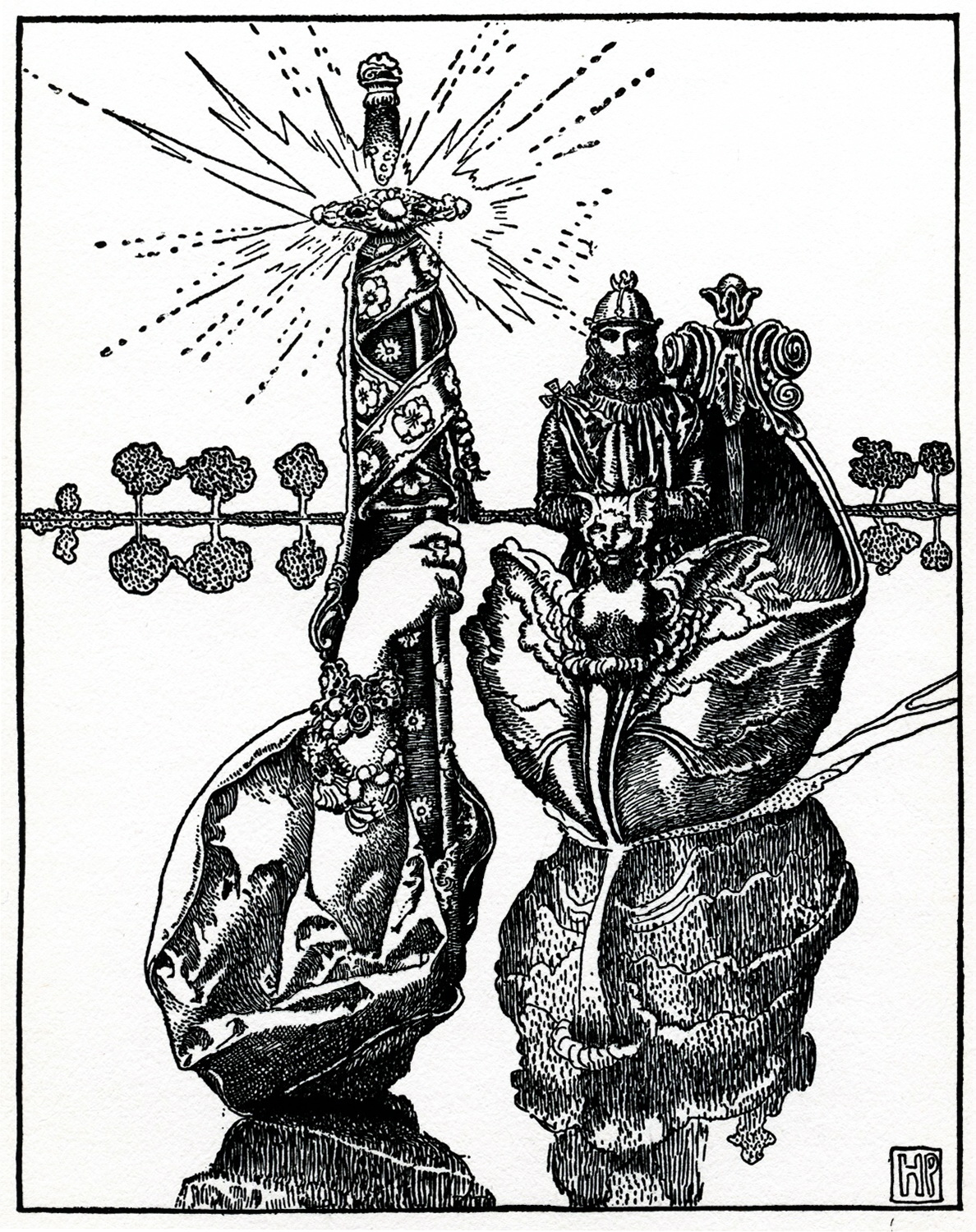
エクスカリバー（Howard Pyleの描画、1903年）

エクスカリバー（英語: Excalibur）は、アーサー王伝説に登場する、アーサー王が持つとされる剣。魔法の力が宿るとされ、ブリテン島の正当な統治者（＝イングランド王）の象徴とされることもある。
エクスカリバーはアーサー王伝説の初期から登場している。アーサー王伝説が発展するにつれ、「アーサーが石から引き抜いて血筋を証明した剣」と「王となった後に湖の乙女から与えられた魔法の剣」の二振りが登場するようになったが、そのいずれも「エクスカリバー」と呼ばれている（例えばトマス・マロリー『アーサー王の死』。詳細は#石から抜いた剣と湖の乙女に与えられた剣の節を参照）。後代の作品には、後者の方をエクスカリバーとし、前者を別物とするものもある。
エクスカリバーには、エクスキャリバー、エスカリボール、カリバーン、カレトヴルッフなど様々な異称・異表記があるが（詳細は#表記の節を参照）、基本的には言語間の発音の違いや、カナ表記の揺れ、写本間の綴りの揺れ、あるいはアーサー王伝説を構成する諸作品が翻訳・翻案・改作・増補を繰り返される中で生まれた異称などであり、すべて同じ剣を指す言葉である。

## 表記
表記について、言語ごとにまとめると以下のようになる。概ね成立年代が古い順に並べている。
| 言語圏         | カナ表記                                                                         | 原語表記                                  | 登場する作品 |
| -------------- | -------------------------------------------------------------------------------- | ----------------------------------------- | --- |
| ウェールズ語圏 | カラドヴルフ、 カレトヴルッフ、 カレドヴルフ、 カレドヴルッフ、 カレドヴールッハ | Caledfwlch、 など                         | 『マビノギオン』の『キルッフとオルウェン』（11世紀末）                                                                                    |
| ラテン語圏     | カリブルヌス                                                                     | Caliburnus                                | ジェフリー・オブ・モンマス『ブリタニア列王史』（1138年）                                                                                  |
| フランス語圏   | カリボール、 カリボルヌ                                                          | Calibore, Calibuerne, Caliburn, Chaliburn | ウァース『ブリュ物語』（1155年） |
| フランス語圏   | エスカリボール、 エクスカリボール、 イクスカリボール                             | Escalibor, Excalibor                      | クレティアン・ド・トロワ『ペルスヴァルまたは聖杯の物語』（1181年）、 『ランスロ＝聖杯サイクル』の『メルラン物語』（1200 - 1212年）、 など |
| 英語圏         | カリベオルネ                                                                     | Calibeorne                                | ラヤモン『ブルート』（1200年頃） |
| 英語圏         | コルブランド、 コールブランド                                                    | Collbrande                                | 『頭韻詩アーサーの死』（1360年） |
| 英語圏         | カリバーン、 キャリバーン                                                        | Caliburn                                  | 『頭韻詩アーサーの死』（1360年） |
| 英語圏         | エクスカリバー、 エクスキャリバー、 イクスカリバー、 イクスキャリバー            | Excalibur                                 | 『八行連詩アーサーの死』（1400年）、 トマス・マロリー『アーサー王の死』（1469 - 1470年）                                                  |

## カレトヴルッフ
ウェールズの伝承にはアルスル（アーサー）の剣としてカレトヴルッフが登場する。これは「caled」（硬い）＋「bwlch」（切っ先、溝）の意味であるという。この剣は、タリエシン作とされる詩『アンヌヴンの略奪』（Preiddeu Annwfn）、および後世にマビノギオンに集録される『キルッフとオルウェン』（Culhwch ac Olwen, 1100年頃）に名前が見え、後者ではアルスルの最も重要な持ち物の一つとされている。同書ではアルスルの戦士スェンスェアウクがアイルランドの王ディウルナッハを殺すのに使用している。同じくマビノギオンに収められた『ロナブイの夢』（Breuddwyd Rhonabwy）には、カレトヴルッフと明記されていないもののアルスルの剣が鮮やかに描かれている。
後に外国の文献（モンマスをもとにした詩『ブリュ物語』など）がウェールズ語に訳される際、カレトヴルッフはエクスカリバーの訳語として使用された。

## カリブルヌスからエクスカリバーへ
12世紀のジェフリー・オブ・モンマスはラテン語の偽史『ブリタニア列王史』において、アーサーの剣をカリブルヌス（Caliburnus）とした。これは中世ラテン語で鋼を意味する「calibs」（古典ラテン語ではchalybs）の影響を受けているといわれる。モンマスによると、この剣はアヴァロンで鍛えられたもので、アルトゥルス（アーサー）はこの剣を手にサクソン人の軍勢470人を打ち倒したという。
アーサー王伝説がアングロ＝ノルマンの詩人ウァースの『ブリュ物語』を経由してフランスの吟遊詩人に取り入れられた際、ラテン語の格語尾「us」が落ち、起源不明の「es」や「ex」が加わって古仏語のエスカリボール（Escalibor）、エクスカリボール（Excalibor）などに変化した。これらがのちに英語に入り最終的にエクスカリバー（Excalibur）となった。
フランスの詩人クレティアン・ド・トロワの『ペルスヴァルまたは聖杯の物語』では、ゴーヴァン（ガウェイン）がなぜかエスカリボール（エクスカリバー）を持っており、次のような記述がある。「なにせ、彼（ゴーヴァン）が腰に下げているのは、まるで木を断つかのように鉄を断つ、当世最高の剣エスカリボールなのだから。」この話はランスロ＝聖杯サイクルの『メルラン物語』にも見られ、さらにエスカリボールという語は「鉄、鋼（achier）、木を斬るもの、という意味のヘブライ語である」という民間語源説が書き加えられている。『アーサー王の死』を書いたトマス・マロリーはこの珍妙な説を取り入れて、エクスカリバーを「鋼を斬るもの」という意味とした。
なお、カリブルヌスの英語形であるカリバーン（Caliburne）は『ブリュ物語』などのマロリー以前の英語作品に見える。また、この剣の別名とされることがあるコールブランド（Collbrande）は『頭韻詩アーサー王の死』にカリバーンの異称として登場する。

## 石から抜いた剣と湖の乙女に与えられた剣

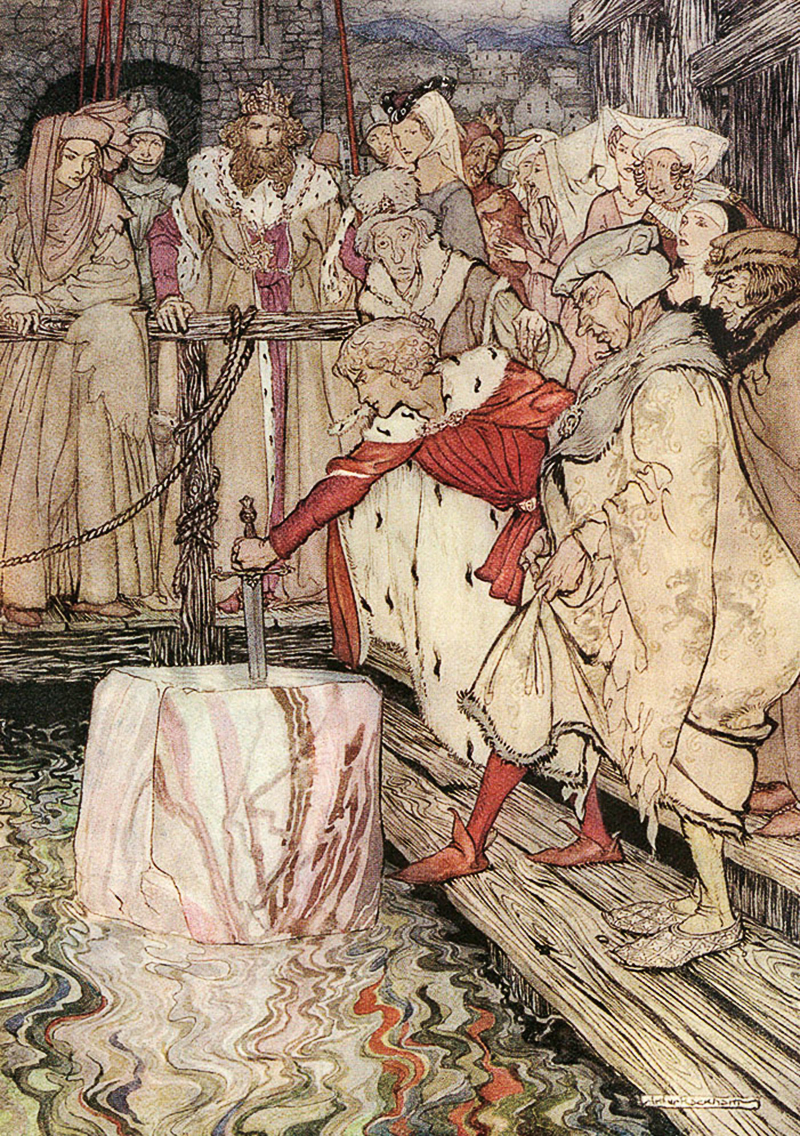
エクスカリバーとアーサー（1917年の図面）

アーサー王を題材にした中世ロマンスでは、アーサーがエクスカリバーを手に入れる経緯として様々な説明がされてきた。
ロベール・ド・ボロンの詩『メルラン』では、アーサーは石に刺さった剣を引き抜いて王になるという伝承が語られている。石に刺さった剣を引き抜くことは、「本当の王」、すなわち神により王に任命された、ユーサー・ペンドラゴンの正当な跡継ぎにしか出来ない行為だったという。ボロンの詩にはこの剣の名前は明記されていないが、多くの人がこれを有名なエクスカリバーのことだと考え、その後書かれたランスロ＝聖杯サイクルの一部『メルラン続伝』でそのことが明記された。
ところが、さらにその後に書かれた後期流布本サイクルの『メルラン続伝』では、エクスカリバーはアーサーが王になったあと、ペリノア王との戦いの中でそれまで使っていた剣を切られたあとに、湖の乙女によって与えられるものとされた。
アーサー王伝説の集大成ともされるトマス・マロリー『アーサー王の死』で、マロリーはこの二つのエピソード（石に刺さった剣を抜いて王になる、湖の乙女から魔法の剣を受け取る）の両方を取り入れており、その結果生まれた二本の剣をともにエクスカリバーとしたため、混乱を招いている。なお、「一本目の石に刺さった剣はカリブルヌスといい、二本目の湖の乙女によって鍛え直された剣がエクスカリバーである」という説明がされることがあるが、マロリーにそのような記述は見られない。

エクスカリバー
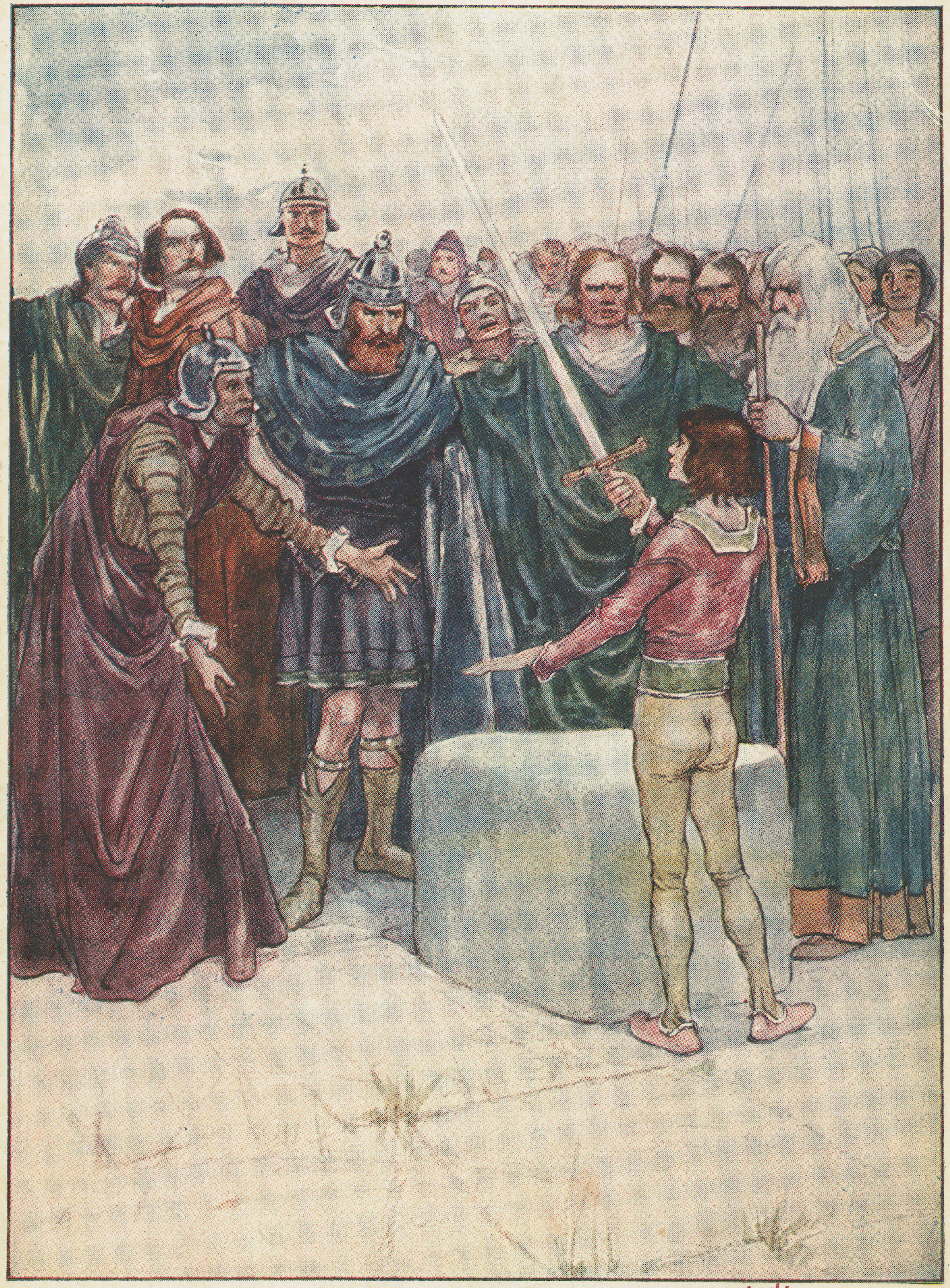
アーサーとエクスカリバーの描画、（1906年）
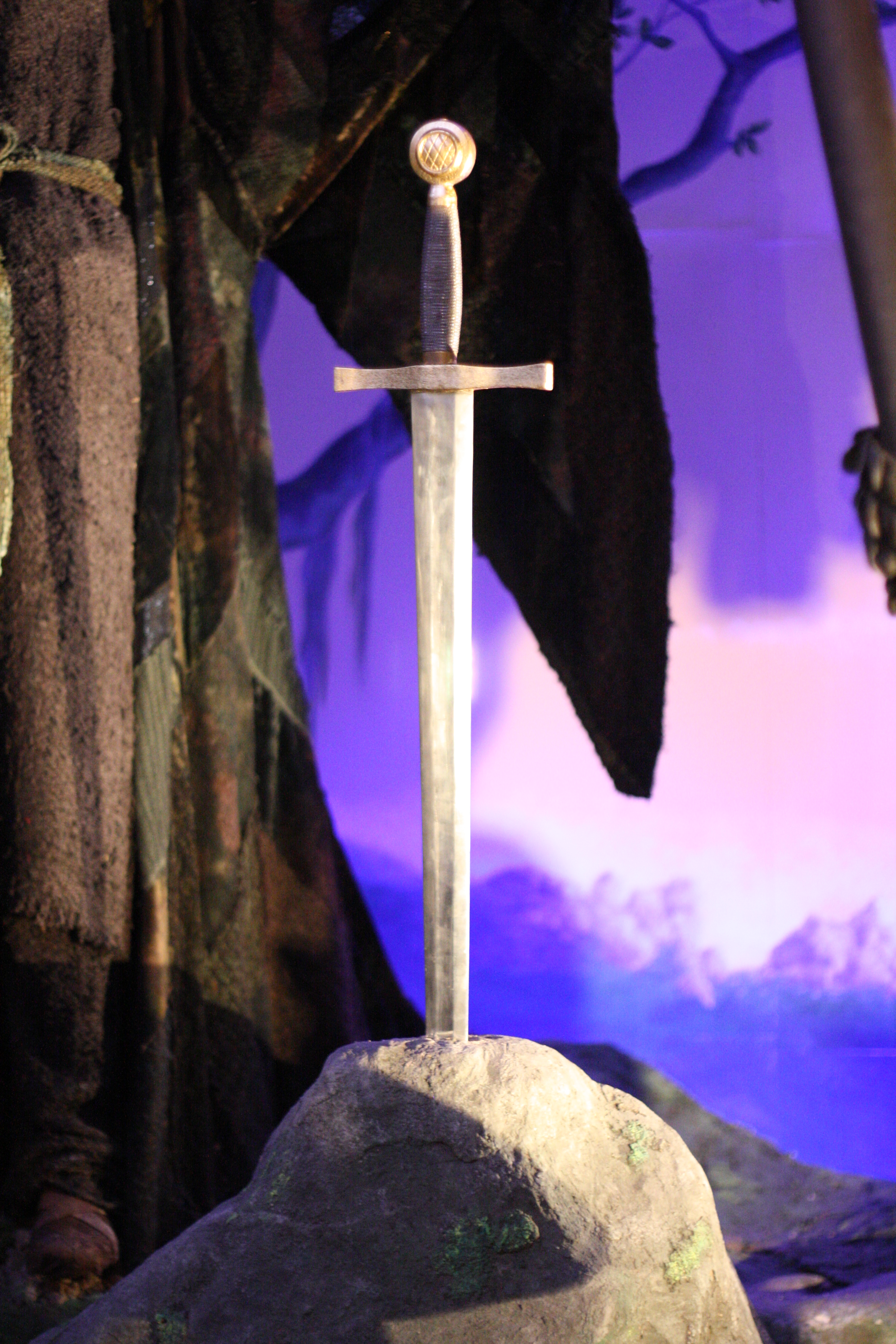
エクスカリバー、レプリカ （London Film Museum）

## エクスカリバーの返還

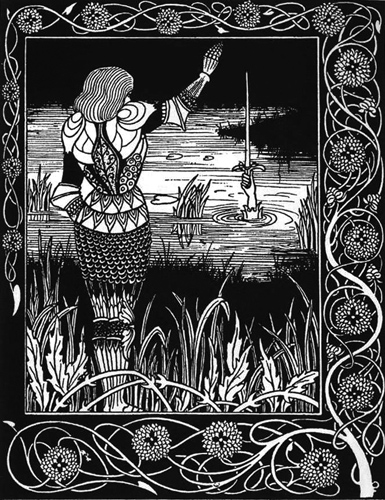
エクスカリバーを水に投げ入れるベディヴィア（オーブリー・ビアズリー、1894年）

ランスロ＝聖杯サイクルの『アルテュの死』で、傷付いたアーサーは騎士ギルフレ（グリフレット）にエクスカリバーを魔法の湖に投げ入れるよう命じる。二回失敗したのち、ギルフレは王の望みを果たし、湖から手が現れて剣を掴む。これを引き継いだマロリーと他の英語の作品では、ギルフレの代わりに騎士ベディヴィアが剣を湖に投げ入れることになっている。

## 魔法の鞘
マロリーでは、エクスカリバーの鞘は身につけているとどんなに傷を受けても血を失わない魔法の鞘であるという。しかし、のちにアーサーの異父姉モーガン・ル・フェイが盗みだして湖に沈めてしまう。鞘を失ったことで、アーサーはその人生の終焉を避け得ぬようになっていく。

## 映像作品
- 王様の剣 - 1963年のディズニーアニメ映画
- エクスカリバー (1981年の映画) - 1981年制作の映画。
- エクスカリバー (1997年の映画) - 1997年制作の映画。
- エクスカリバー 聖剣伝説 - 1998年制作の映画。
  - エクスカリバーII 伝説の聖杯 - 2006年制作の映画。上記作品の続編。
- エクスカリバー (宝塚歌劇) - アーサー王伝説に基づいて作られた宝塚歌劇作品。
- Xcalibur - カナダの3Dアニメーション、全40話。
- キャメロット (ミュージカル)
- キャメロット (1967年の映画)
- キャメロット (1998年の映画)
- 魔法の剣 キャメロット - アニメ映画